# Matua
Matua là một chi nhện trong họ Gnaphosidae.